# Mercedes-Benz Classe SLK/SLC (Type 172)
 (juin 2016).
Si vous disposez d'ouvrages ou d'articles de référence ou si vous connaissez des sites web de qualité traitant du thème abordé ici, merci de compléter l'article en donnant les références utiles à sa vérifiabilité et en les liant à la section « Notes et références ».
La Mercedes-Benz Type 172 est un roadster fabriqué par le constructeur automobile allemand Mercedes-Benz de 2011 à 2020. Elle est restylée en 2016. La 172 fait partie des Classe SLK et SLC.

## Historique
- Début 2011 : présentation officielle au Salon de l'automobile du Qatar.
- 26 mars 2011 : lancement de la Phase I (SLK).
- Janvier 2012 : sortie de la version AMG Phase I.
- Mai 2015 : lancement de la Phase II (SLC).
- Janvier 2016 : sortie de la version AMG Phase II.
- Début 2020 : arrêt définitif de la production.

Lancement
La troisième génération de Classe SLK est officiellement dévoilée début 2011 dans le cadre du Salon de l'automobile du Qatar.
La Type 172 faisant partie de la Classe SLK fera partie de la Classe SLC en 2015. Elle est restylée et certaines motorisations sont revues.

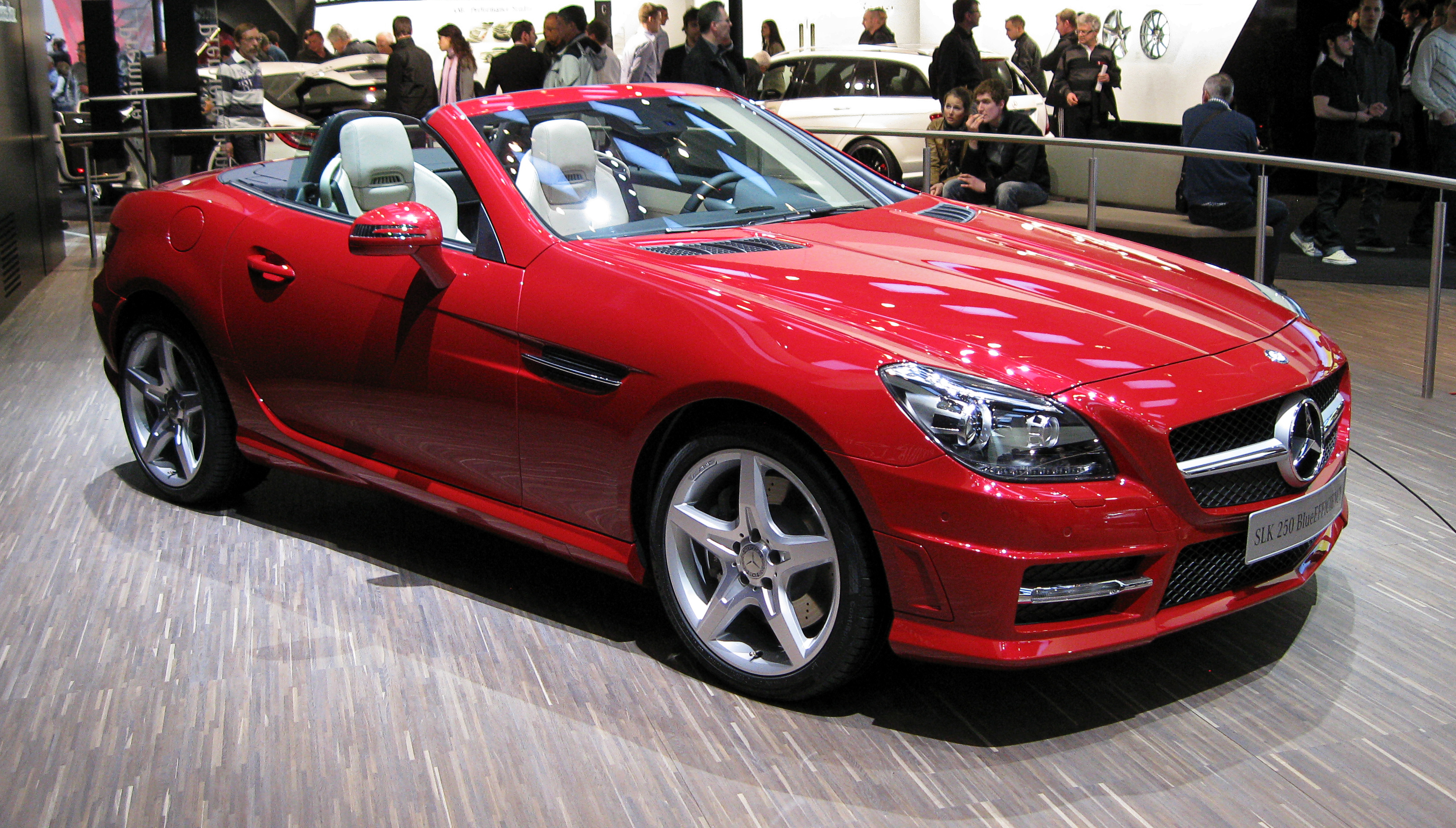
Version SLK 250 - Face avant.
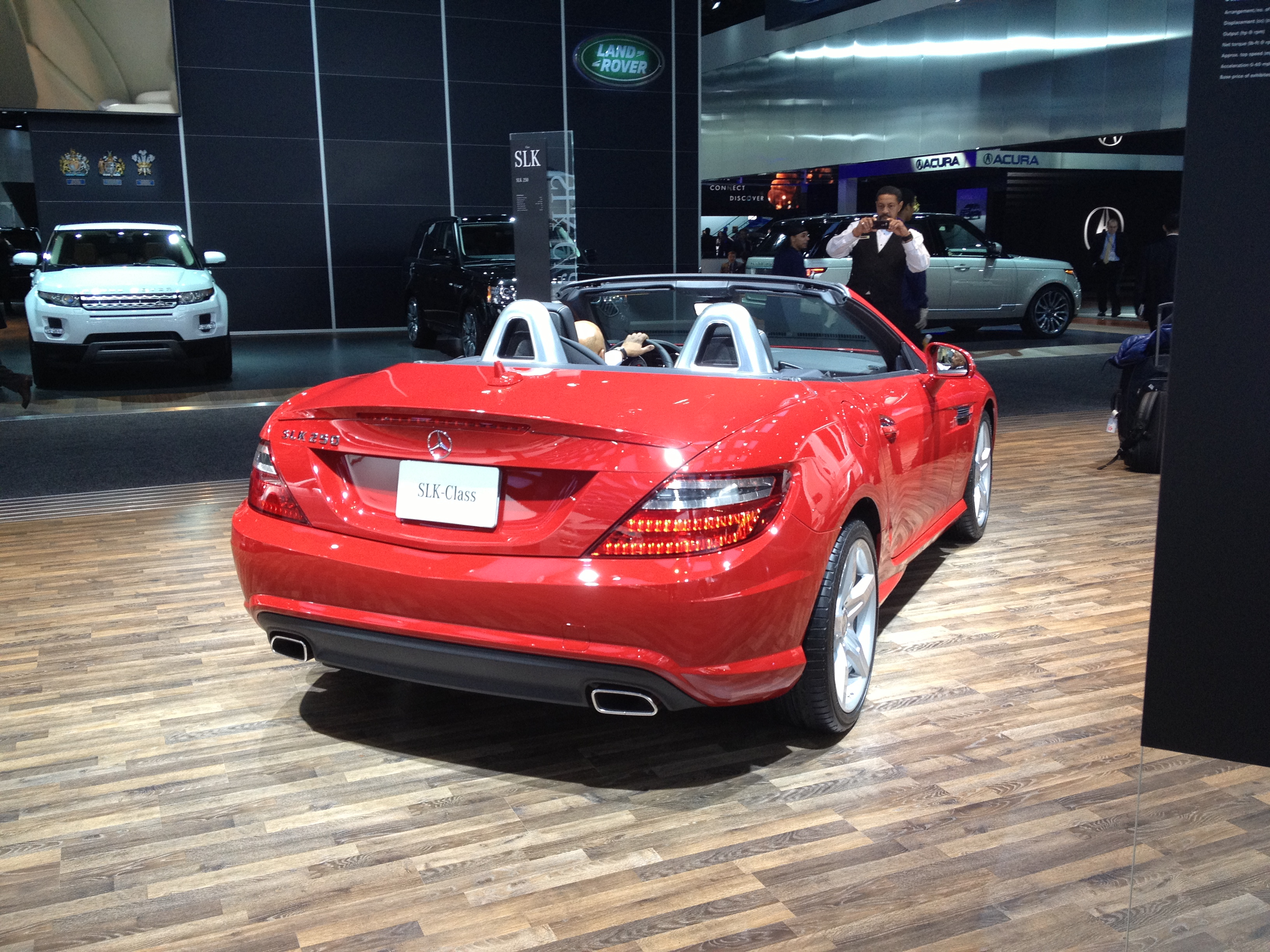
Version SLK 250 - Face arrière.

### Phase 1
La troisième génération du roadster Mercedes-Benz est sortie en avril 2011.
Quatre motorisations essence (200, 250, 350 et 55 AMG) étaient disponibles de même qu'une motorisation Diesel (250 CDI).
L'intérieur s'inspire fortement de celui du SLS AMG. Un toit en verre fumé à intensité variable (le toit Magic Sky Control) est une option.

### Phase 2
En 2015, le constructeur à l'étoile revoit la désignation de ses modèles pour mieux se repérer dans une gamme tentaculaire. Au gré des restylages et renouvellements, celle-ci s'articule autour de cinq familles de modèles fondamentaux, toujours désignés par les lettres A, B, C, E et S. Leurs dérivés véhicules tout-terrain sont regroupés sous l'appellation GL, suivie d'une lettre indiquant la place du modèle dans la hiérarchie (le Mercedes-Benz Classe GLA dérive de la Classe A). Cela concerne les ML, GL et GLK, mais pas le « G » original de 1979 qui conserve cette appellation en son hommage. Les coupés quatre portes portent les lettres CL (CLS et nouveau CLA), alors que la famille des roadsters conserve le SL. Ainsi le SLK devient SLC afin de se rapprocher de la Classe C,.

## Différentes versions

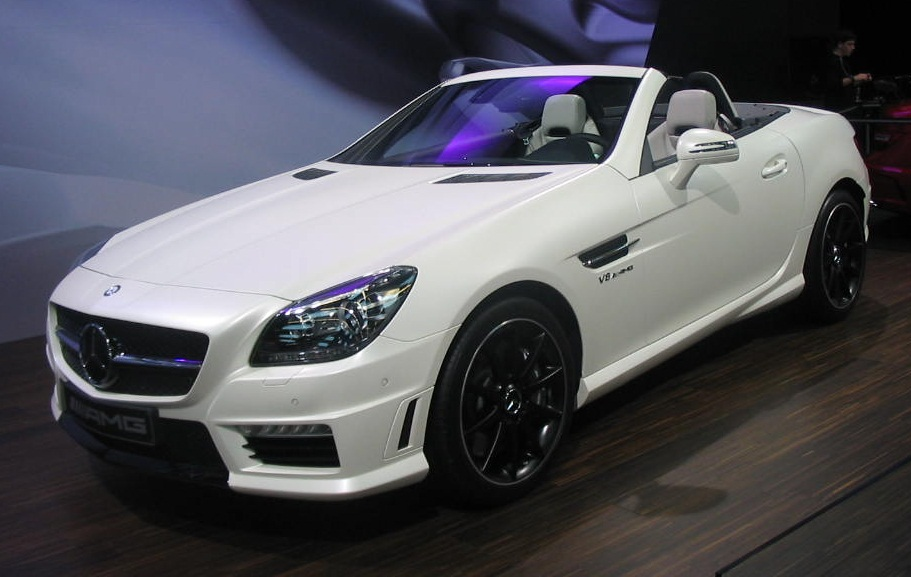

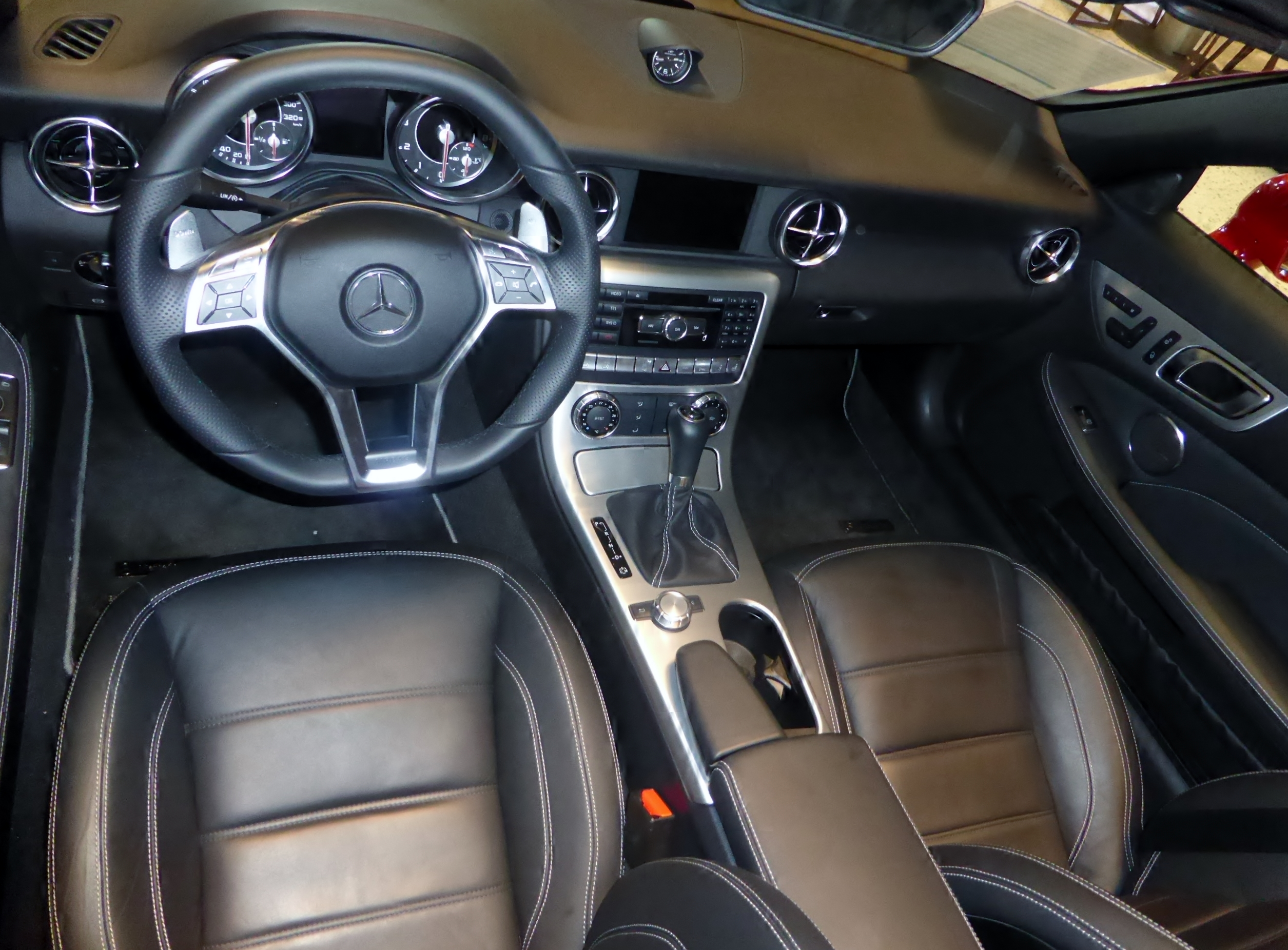

### Modèles de base
- SLK 200 ; SLK 250 ; SLK 300 ; SLK 350
- SLC 180 ; SLC 200 ; SLC 250 ; SLC 300

Voir : Motorisations.

### Versions spécifiques
AMG
- Voir : Mercedes-AMG Type 172.

Carlsson SLK 340

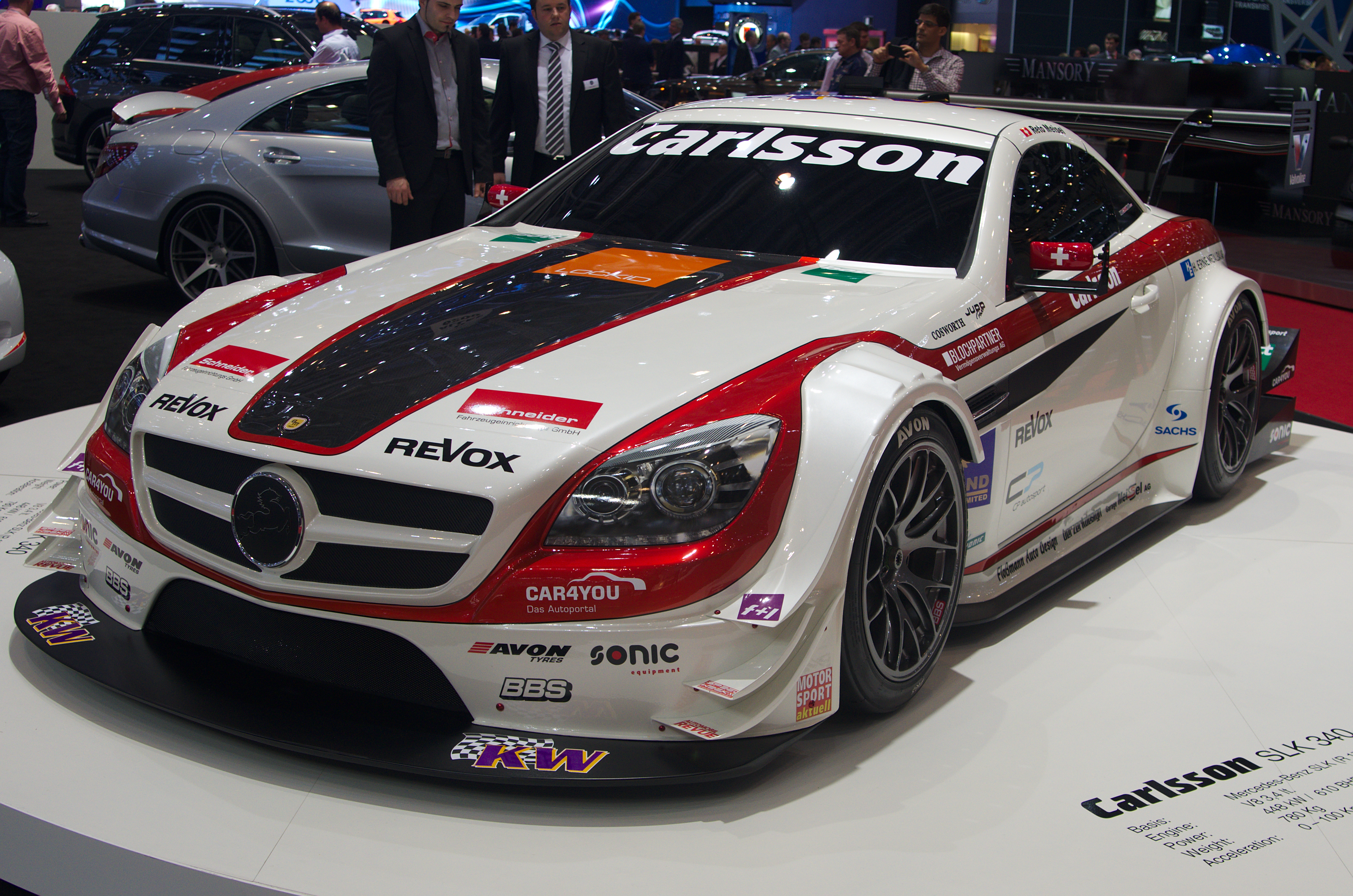
Carlsson SLK 340.

- Véhicule homologué pour du circuit uniquement. A été présenté au Salon de l'automobile de Genève en 2013.

### Séries spéciales
- Red Art

## Caractéristiques

### Motorisations

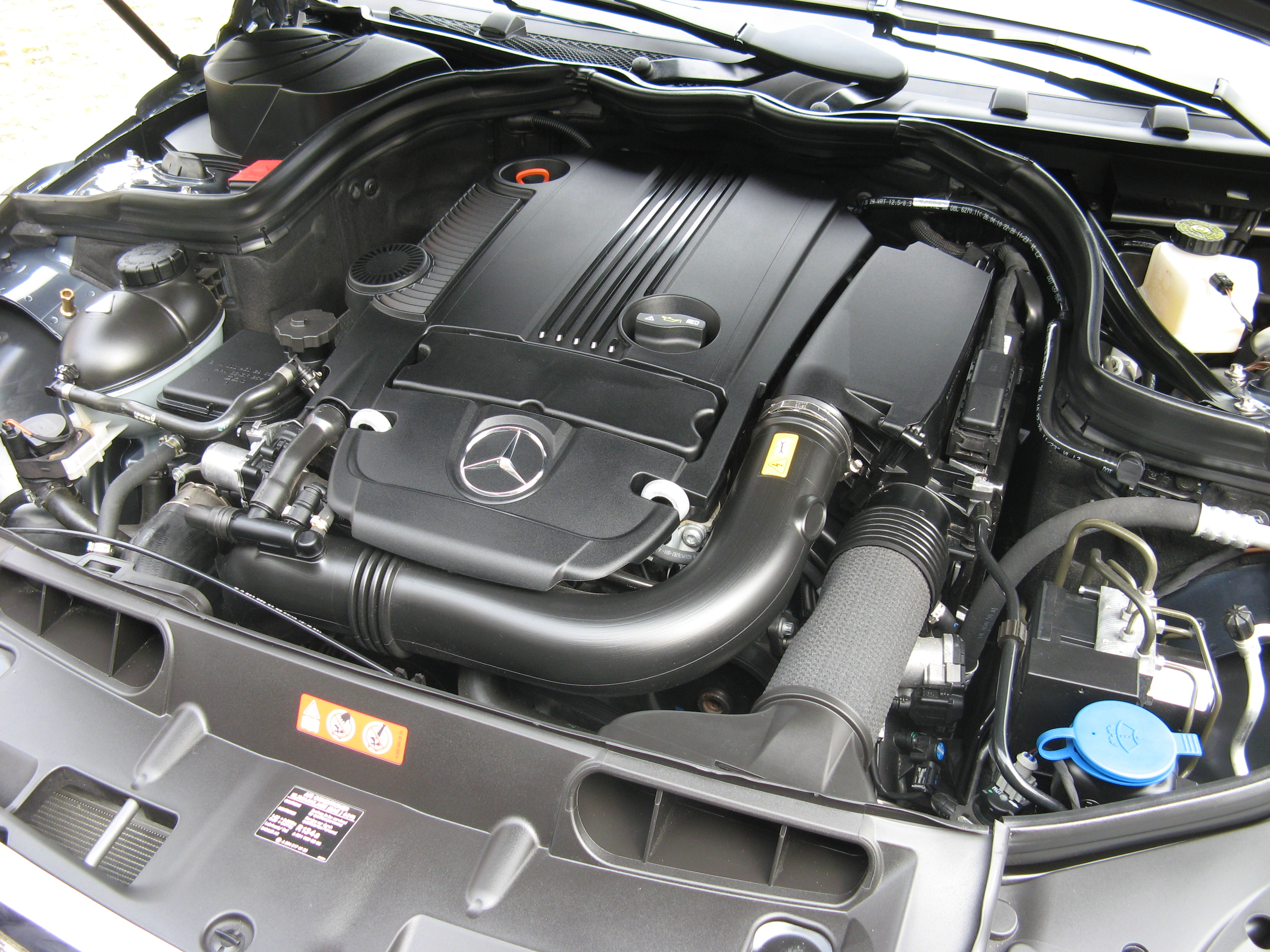
Moteur M 271.

La Type 172 a eu trois motorisations différentes de quatre cylindres lors de son lancement en essence uniquement ; une version Diesel est arrivée un an après. Elle en a aujourd'hui quatre de disponible dont trois en essence et un en Diesel. Six ne sont plus disponibles.
- Moteurs essence :
  - le M 271 quatre cylindres en ligne à injection directe de 1,8 L avec turbocompresseur développant 184 ch DIN. Disponible sur la SLK 200 ;
  - le M 271 quatre cylindres en ligne à injection directe de 1,8 L avec turbocompresseur développant 204 ch DIN. Disponible sur la SLK 250 ;
  - le M 274 quatre cylindres en ligne à injection directe de 1,6 L avec turbocompresseur développant 156 ch DIN. Disponible sur la SLC 180 ;
  - le M 274 quatre cylindres en ligne à injection directe de 2,0 L avec turbocompresseur développant 184 ch DIN. Disponible sur les SLK et SLC 200 ;
  - le M 274 quatre cylindres en ligne à injection directe de 2,0 L avec turbocompresseur développant 245 ch DIN. Disponible sur les SLK et SLC 300 ;
  - le M 276 six cylindres en V à injection directe de 3,5 L avec bi-turbocompresseur développant 306 ch DIN. Disponible sur la SLK 350.

- Moteurs Diesel : 
  - le OM 651 quatre cylindres en ligne à injection directe Common Rail de 2,1 L avec turbocompresseur développant 204 ch DIN. Disponible sur les SLK 250 CDI et SLC 250 d.

| Modèle                                          | Construction                       | Moteur + Nom               | Cylindrée         | Puissance                      | Couple                       | 0 à 100 km/h | Vitesse maxi | Consommation + CO2                |
| ----------------------------------------------- | ---------------------------------- | -------------------------- | ----------------- | ------------------------------ | ---------------------------- | ------------ | ------------ | --------------------------------- |
| SLC 180 (boite manuelle ou automatique)         | 01/2016 - 2019                     | 4 cylindres en ligne M 274 | 1 595 cm3 (1,6 L) | 115 kW (156 ch) à 5 300 tr/min | 250 N m à 1 200–4 000 tr/min | 8,0 s        | 226 km/h     | 5,6 L/100 km 127 g/km             |
| SLK 200 (boite manuelle ou automatique)         | 03/2011 - 04/2015                  | 4 cylindres en ligne M 271 | 1 796 cm3 (1,8 L) | 135 kW (184 ch) à 5 250 tr/min | 270 N m à 1 800–4 600 tr/min | 7,3 s        | 238 km/h     | 6,1 - 6,8 L/100 km 142 - 158 g/km |
| SLK 200 SLC 200 (boite manuelle ou automatique) | 05/2015 - 12/2015 01/2016 - 2019 . | 4 cylindres en ligne M 274 | 1 991 cm3 (2,0 L) | 135 kW (184 ch) à 5 500 tr/min | 300 N m à 1 200–4 000 tr/min | 7,0 s        | 238 km/h     | 5,7 - 6,6 L/100 km 133 - 154 g/km |
| SLK 250 (boite manuelle ou automatique)         | 03/2011 - 04/2015                  | 4 cylindres en ligne M 271 | 1 796 cm3 (1,8 L) | 150 kW (204 ch) à 5 500 tr/min | 310 N m à 2 000–4 300 tr/min | 6,5 s        | 244 km/h     | 6,2 - 7,3 L/100 km 144 - 169 g/km |
| SLK 300 SLC 300 (boite automatique)             | 05/2015 - 12/2015 01/2016 - 2019 . | 4 cylindres en ligne M 274 | 1 991 cm3 (2,0 L) | 180 kW (245 ch) à 5 500 tr/min | 370 N m à 1 300–4 000 tr/min | 5,8 s        | 250 km/h     | 6 L/100 km 138 g/km               |
| SLK 350 (boite automatique)                     | 03/2011 - 01/2016                  | 6 cylindres en V M 276     | 3 498 cm3 (3,5 L) | 225 kW (306 ch) à 6 500 tr/min | 370 N m à 3 500–5 250 tr/min | 5,6 s        | 250 km/h     | 7,1 L/100 km 167 g/km             |

| Modèle                                      | Construction      | Moteur + Nom                | Cylindrée         | Puissance                      | Couple                       | 0 à 100 km/h | Vitesse maxi | Consommation + CO2                |
| ------------------------------------------- | ----------------- | --------------------------- | ----------------- | ------------------------------ | ---------------------------- | ------------ | ------------ | --------------------------------- |
| SLK 250 CDI (boite manuelle ou automatique) | 01/2012 - 04/2015 | 4 cylindres en ligne OM 651 | 2 143 cm3 (2,1 L) | 150 kW (204 ch) à 3 800 tr/min | 500 N m à 1 600–1 800 tr/min | 6,6 s        | 244 km/h     | 4,8 - 5,0 L/100 km 124 - 132 g/km |
| SLC 250 d (boite automatique)               | 05/2015 - 2019    | 4 cylindres en ligne OM 651 | 2 143 cm3 (2,1 L) | 150 kW (204 ch) à 3 800 tr/min | 500 N m à 1 600–1 800 tr/min | 6,6 s        | 245 km/h     | 4,4 - 4,7 L/100 km 114 - 123 g/km |

### Finitions
- Final Edition : dernière série en 2019 avant la fin du modèle qui n'est pas remplacé[4].

## Mercedes-AMG Type 172
La Mercedes-AMG Type 172 est un roadster sportif dérivé de la Mercedes-Benz Type 172.

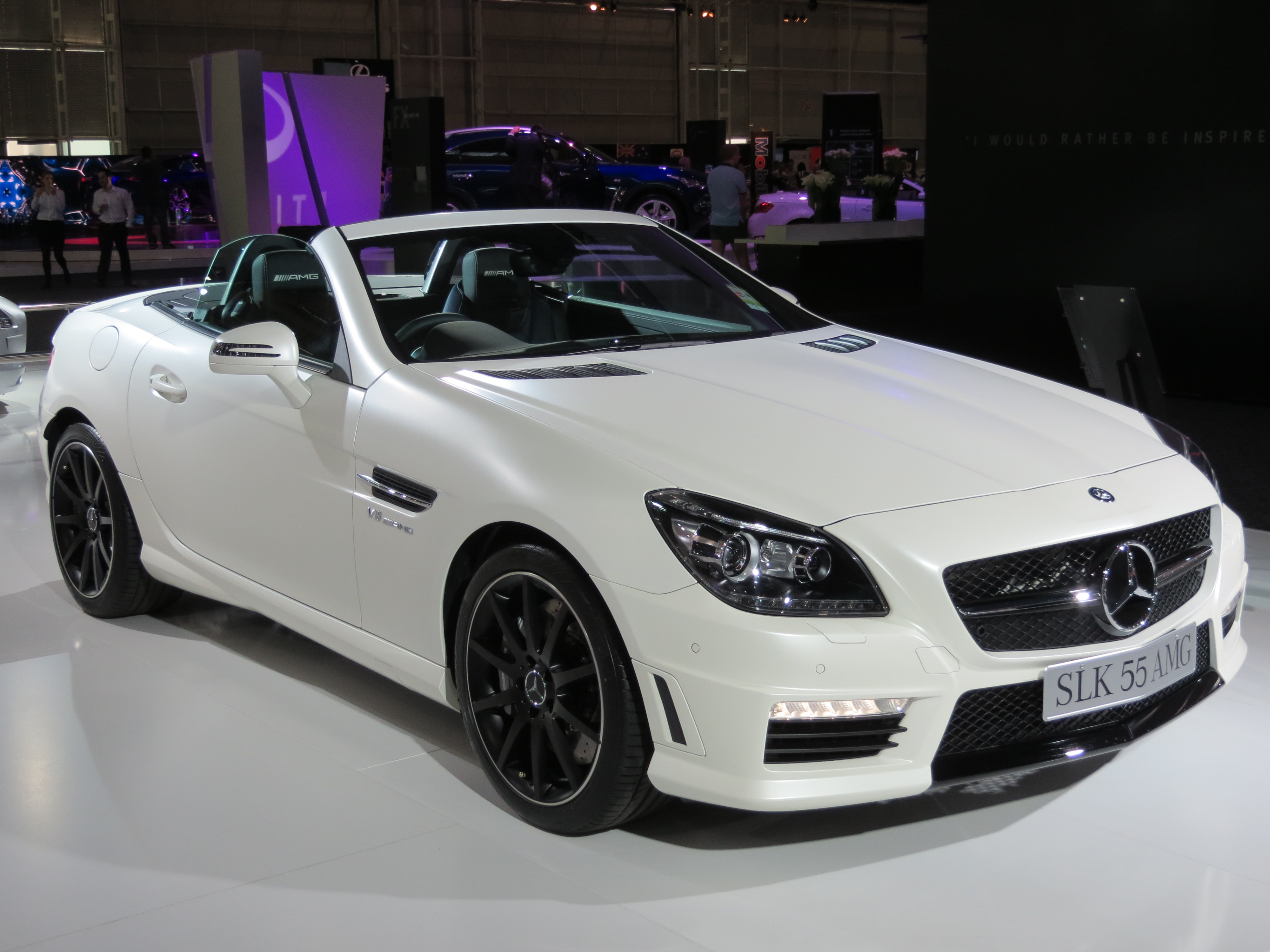
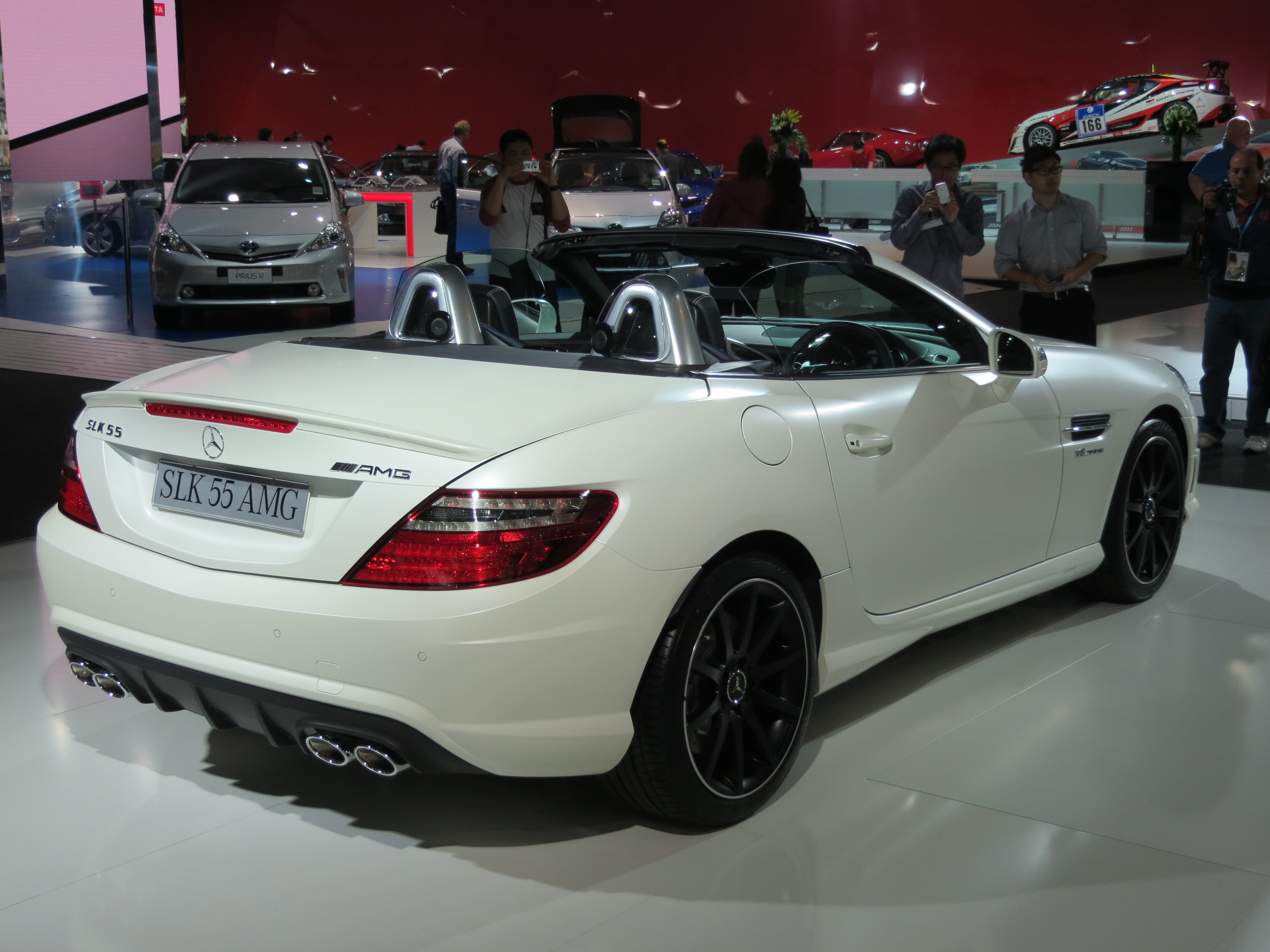

### Différentes versions
- SLK 55 AMG (R172) : 2012 - 2015
- SLC 43 AMG (R172) : 2016 - 2020

### Caractéristiques

#### Motorisations
La Type 172 AMG possède deux motorisations différentes de six et huit cylindres en essence uniquement.
- le M 152 huit cylindres en V à injection directe de 5,5 L atmosphérique développant 422 ch DIN. Disponible sur la SLK 55 AMG.
- le M 276 six cylindres en V à injection directe de 3,0 L avec turbocompresseur développant 367 et 390 ch DIN. Disponible sur la SLC 43 AMG.

Tous les moteurs sont conformes à la norme anti-pollution Euro 6.

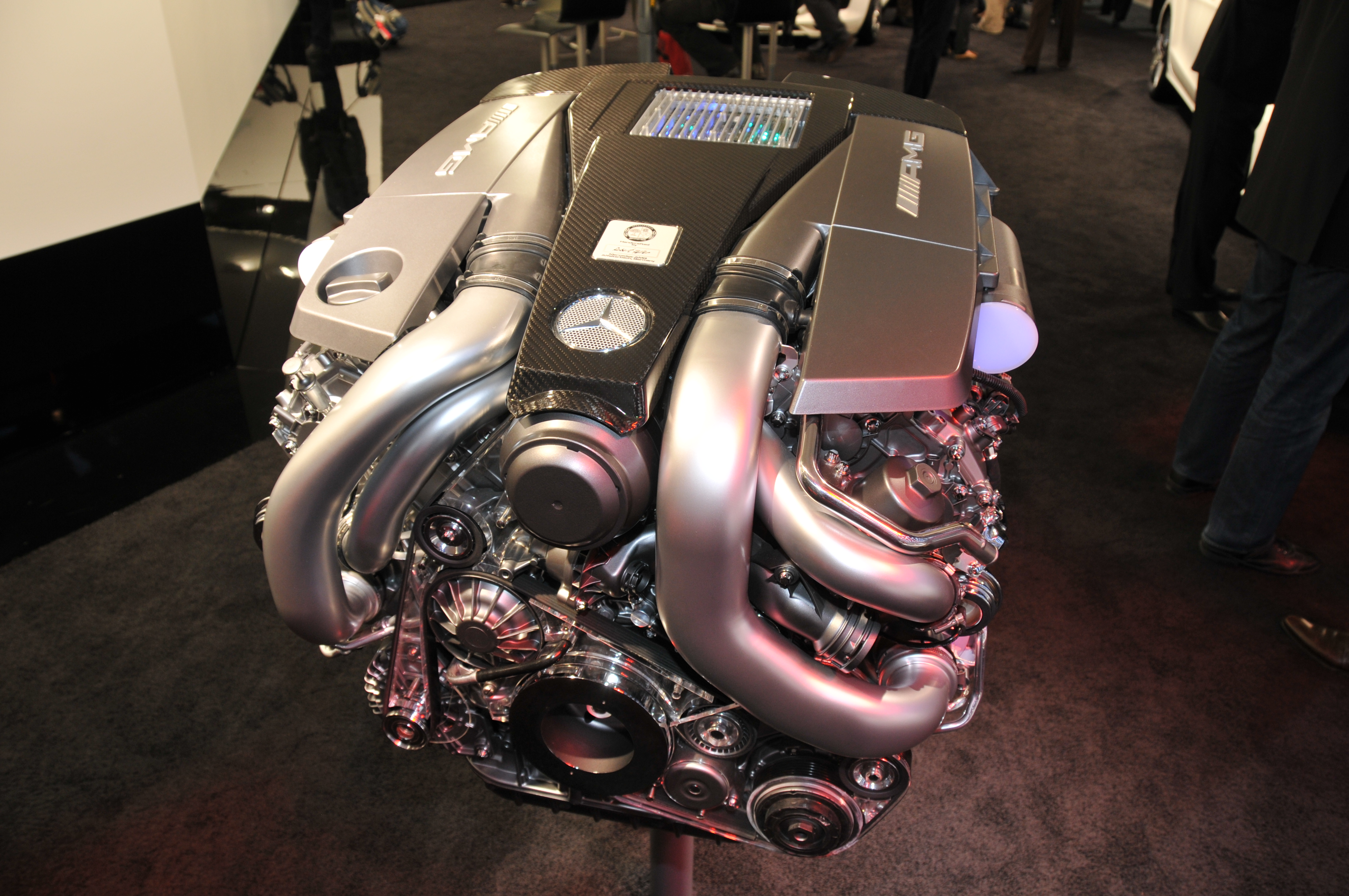
Moteur M 152.

| Modèle                           | Construction      | Moteur + Nom           | Cylindrée         | Puissance                            | Couple                       | 0 à 100 km/h | Vitesse maxi     | Consommation + CO2    |
| -------------------------------- | ----------------- | ---------------------- | ----------------- | ------------------------------------ | ---------------------------- | ------------ | ---------------- | --------------------- |
| SLK 55 AMG (boite automatique 7) | 01/2012 - 04/2015 | 8 cylindres en V M 152 | 5 461 cm3 (5,5 L) | 310 kW (422 ch) à 6 800 tr/min       | 540 N m à 4 500 tr/min       | 4,6 s        | 250 ou 280 km/h* | 8,4 l/100 km 195 g/km |
| SLC 43 AMG (boite automatique 9) | 01/2016 - 05/2018 | 6 cylindres en V M 276 | 2 996 cm3 (3,0 L) | 270 kW (367 ch) à 5 500–6 000 tr/min | 520 N m à 2 000–4 200 tr/min | 4,7 s        | 250 km/h*        | 7,8 l/100 km 178 g/km |
| SLC 43 AMG (boite automatique 9) | 06/2018 - 06/2020 | 6 cylindres en V M 276 | 2 996 cm3 (3,0 L) | 287 kW (390 ch) à 5 500–6 000 tr/min | 520 N m à 2 000–4 200 tr/min | 4,7 s        | 250 km/h*        | 8,2 l/100 km 186 g/km |

* : Limitée électroniquement.